# ناصر لقائی
ناصر لقائی زاده دوم اسفند ۱۳۳۳ مشهد، بازیگر سینما و تلویزیون ایران است.

## تحصیلات و سوابق
وی فارغ‌التحصیل بازیگری و کارگردانی تئاتر از دانشکده هنرهای دراماتیک می‌باشد. از اساتید وی می‌توان به حمید سمندریان، رکن الدین خسروی، حسین پرورش، مهدی فتحی و مصطفی اسکویی اشاره نمود. او تئاتر را از سال ۱۳۴۸ و بازی در سینما را از سال ۱۳۶۷ با «گراند سینما» به کارگردانی حسن هدایت آغاز کرد و عضو انجمن بازیگران سینمای ایران می‌باشد. وی همچنین دارای مدرک فوق لیسانس مدیریت تحول است و در حوزه روابط عمومی صنعت بیمه، دارای سوابق اجرایی بسیاری می‌باشد.

## فیلم‌شناسی[۱]

### سینما
- ۱۳۶۷ گراند سینما (حسن هدایت)
- ۱۳۶۹ آپارتمان شماره ۱۳ (یدالله صمدی)
- ۱۳۷۲ دمرل (یدالله صمدی)
- ۱۳۷۳ آخرین بندر (حسن هدایت)
- ۱۳۷۴ توطئه (علی قوی‌تن)
- ۱۳۸۴ پرونده هاوانا (علیرضا رئیسیان)

### تلویزیون
- ۱۳۶۶ میان پرده های بانک و بانکداری (محمدرضا پاسدار)
- ۱۳۶۶ سیمای اقتصاد ما (محمدرضا پاسدار)
- ۱۳۶۶ نفت پر (محمدرضا پاسدار)
- ۱۳۷۱ چمدان (محمدرضا پاسدار)
- ۱۳۷۲ هتل (محمدرضا پاسدار)
- ۱۳۷۳ راز یک قتل(محمدرضا پاسدار)
- ۱۳۷۴ کارآگاه علوی (حسن هدایت)
- ۱۳۷۷ محاکمه (حسن هدایت)
- ۱۳۷۹ هم پیمان (فرزین مهدوی فر)
- ۱۳۷۹ خواستگاری پرماجرا (محمد بنائی)
- ۱۳۸۱ جستجو در شهر (حسن هدایت)
- ۱۳۸۳ تا غروب (محمد بنائی)
- ۱۳۸۳ طلسم ‌شدگان (داریوش فرهنگ)
- ۱۳۸۶ کارگاه علوی ۲ (حسن هدایت)
- ۱۳۸۹ درخت معرفت(سپهر محمدی)
- ۱۳۹۰ هفت ‌سین (یدالله صمدی)
- ۱۳۹۱ همۀ خانوادۀ من (داریوش فرهنگ)

### تله ‌فیلم
- ماجراهای اسدالله‌ خان به کارگردانی علیرضا اسکندری
- آوازهای خاموش به کارگردانی حسن هدایت

### فیلم کوتاه
- تبر (بازیگر)
- از طهران تا تهران (کارگردان)

### بازیگری و کارگردانی تئاتر (از ۱۳۴۸ تا ۱۳۶۴)
- از کوروش تا ابدیت (بازیگر)

- گناه بزرگ (بازیگر)
- عصر درخشان (بازیگر)
- تعارف (بازیگر)
- رودست (بازیگر و کارگردان)
- کتیبه (بازیگر)
- فریاد خون حبیب (بازیگر)
- حوض مرمر (کارگردان)
- لقاءالله (بازیگر و کارگردان)
- غروب روزهای آخر پاییز (بازیگر و کارگردان)

## سوابق اداری[۱]

### از سال ۱۳۶۸ تا ۱۴۰۲
- معاون روابط‌‌عمومی بیمه‌ایران
- رئیس‌‌کل روابط‌عمومی بیمه‌ایران
- سردبیر خبرنامه بیمه‌ایران
- معاون صدور بیمه‌نامه اتومبیل بیمه‌ایران
- معاون پژوهش و مطالعات بیمه‌های ‌اتومبیل بیمه‌ایران
- معاون بازاریابی بیمه‌های‌ اتومبیل بیمه‌ایران
- رئیس‌‌کل بازاریابی بیمه‌های‌ اتومبیل بیمه‌ایران
- عضو و دبیر شورای بازاریابی بیمه‌ایران
- عضو شورای تبلیغات بیمه‌ایران
- رئیس‌کل پژوهش و مطالعات بیمه‌های اتومبیل بیمه‌ایران
- مدرس بیمه‌های اتومبیل بیمه‌ایران
- عضو و دبیر شورای مدیریت بیمه‌های اتومبیل بیمه‌ایران
- عضو انجمن روابط‌عمومی ایران
- مدیر روابط‌عمومی بیمه‌ایران
- مسئول روابط‌عمومی طرح تحول صنعت بیمه
- سردبیر مجله طرح تحول صنعت بیمه
- مشاور ارتباطی مدیر‌عامل بیمه‌ایران
- مدیر سرمایه‌ انسانی بیمه اتکایی ایرانیان

### هم‌اکنون
- سرپرست روابط‌عمومی و مشاور معاون مالی و پشتیبانی بیمه اتکایی ایرانیان
- مدیرمسئول و صاحب‌امتیاز کانون آگهی و تبلیغات نمای‌ دیگر
- عضو شورای سیاستگذاری سمپوزیوم بین‌المللی روابط‌عمومی
- عضو کارگروه روابط‌عمومی سندیکای بیمه‌گران ایران